# L'Amour probablement
Pour plus de détails, voir Fiche technique et Distribution.
L'Amour probablement (L'amore probabilmente) est un drame psychologique italo-suisse réalisé par Giuseppe Bertolucci et sorti en 2001.
Il est sélectionné dans la section Cinema del presente lors de la Mostra de Venise 2001. La critique de cinéma de Variety, Deborah Young, l'a qualifié de « l'un des films de fiction les plus expérimentaux produits en Italie depuis bien longtemps ». Pour sa prestation dans ce film, Fabrizio Gifuni a reçu le prix de l'Étoile filante lors de la Berlinale 2002.

## Synopsis
Sofia étudie la comédie et tente de mettre à profit les leçons qu'elle a apprises sur l'art dramatique. Mais si le jeu est un acte d'amour, le théâtre est un pur mensonge et celui qui ne sait pas mentir ne pourra jamais devenir acteur.
Bientôt, Sofia n'est plus capable de distinguer sa vie privée de sa vie sur les planches et elle s'empêtre dans les mensonges qu'elle se fait à elle-même, perdant ainsi l'amour et l'amitié des gens qui l'entourent. Une violente lutte intérieure s'engage dans la vie de Sofia qui l'amènera bientôt à tenter coûte que coûte de retrouver le vrai du faux.

## Fiche technique
- Titre français : L'Amour probablement[5]
- Titre original italien : L'amore probabilmente[6]
- Réalisation : Giuseppe Bertolucci
- Scénario : Giuseppe Bertolucci
- Photographie : Fabio Cianchetti
- Montage : Federica Lang
- Musique : Almamegretta
- Décors : Gianni Silvestri (it)
- Production : Pio Bordoni, Massimo Cortesi, Michele-Vittorio Ghersi
- Société de production : Navert Film, Cisa Service
- Format : couleurs - son stéréo - 35 mm
- Pays de production :  Italie -  Suisse
- Langue originale : italien
- Durée : 101 minutes
- Genre : drame psychologique
- Date de sortie :
  - Italie : 30 août 2001
  - France : 15 octobre 2003

## Distribution
- Sonia Bergamasco : Sofia
- Fabrizio Gifuni : Cesare
- Giorgio Caputo : électricien
- Elisabetta Carta : Erika
- Alida Valli : la grand-mère de Sofia
- Marcello Catalano : Gérard
- Rosalinda Celentano : Chiara
- Teco Celio : Pietro
- Mariangela Melato : elle-même
- Stefania Sandrelli : elle-même
- Carmen Scarpitta : Laura
- Daniela Piperno : Daniela